# قطعنامه ۷۶۳ شورای امنیت
قطعنامه ۷۶۳ شورای امنیت سازمان ملل متحد که در تاریخ ۰۶ ژوئیه ۱۹۹۲ تصویب شد، سندی بین‌المللی دربارهٔ پذیرش اعضای جدید سازمان ملل متحد: گرجستان است. این قطعنامه طی نشست ۳۰۹۱ام تصویب شد.